# Emil Sitka
Emil Josef Sitka (Johnstown, Pensilvania, Estados Unidos, 22 de diciembre de 1914-Camarillo, California, 16 de enero de 1998) fue un actor de cine y televisión estadounidense.

## Biografía
Fue el mayor de cinco hijos de una joven pareja de inmigrantes que vino de Europa del Este. Cuando tenía 11 años, su padre murió y su madre, enferma, tuvo que ser hospitalizada. "Adoptado" por un cura católico, vivió en una iglesia en Pittsburgh hasta la mitad de su adolescencia. Fue monaguillo y estudió para algún día ser sacerdote. Eventualmente, en la iglesia, le fue ofrecido un papel en la representación anual de la vida de Cristo, y fue el inicio de su carrera artística. Ya en 1936, se mudó a Los Ángeles para encontrar trabajo como actor. Hospedado en un teatro pequeño, tuvo otros empleos y vivió una vida muy difícil. Hasta que le ofrecieron roles pequeños en producciones teatrales, y así fue ganando experiencia. Con el tiempo, los roles fueron más grandes y mejores, y después de 10 años Emil no solo tenía los roles más importantes, sino que también dirigía la representación.
Durante este tiempo, Emil conoció y se casó con "Sunshine" Donna Driscoll y tuvieron siete hijos, cinco varones y dos mujeres. Aunque la comedia y la pantomima fueron su fuerte, Emil hizo performances serias en roles dramáticos también. En 1946, ya estaba plenamente ocupado con la actuación, cuando fue visto por un buscatalentos de Columbia Pictures, quien lo contactó con Jules White, el productor de muchas comedias cortas de la compañía. Fue incorporado de inmediato, y su primer rol fue en el corto cómico Hiss and Yell, el cual fue protagonizado por Vera Vague y nominado para un Oscar. Varios meses y películas después, le fue asignado un papel que cambiaría para siempre su carrera actoral. Interpretó al mayordomo Sappington en el corto Half-Wits' Holiday, protagonizado por los Tres Chiflados. Curiosamente su debut coincidió con la despedida de Curly como tercer chiflado, ya que éste durante la filmación tuvo un ACV que lo dejó incapacitado para volver a trabajar.
Éste fue el inicio de una larga asociación de Emil con los Chiflados que duró mucho tiempo. Llegó a actuar en 35 cortos y 4 largometrajes y a interpretar 3 papeles en una sola película, como lo hizo en The Outlaws IS Coming!, último opus del trío, y dándose el lujo por lo tanto de trabajar con las cuatro formaciones de los Tres Chiflados.
Muchas veces llamado el cuarto chiflado, el genial Emil Sitka fue uno de los mejores actores que trabajó junto a Moe, Larry, Shemp y compañía. Dúctil y multifacético, interpretó a jueces de paz, mayordomos, científicos, cocineros, abogados, llegando a hacer más de 70 personajes en los cortos chiflados. En algunas de sus actuaciones, parecía un hombre de mucha más edad de la que realmente tenía y encajó a la perfección con su tipo de comedia, dándole versatilidad a su muy buen contrapunto con los Stooges y sus payasadas.
Emil estuvo también en otras 38 comedias cortas de Columbia con estrellas de la talla de Andy Clyde, Hugh Herbert y Harry Von Zell entre otros, y con Shemp Howard, Joe Besser y Joe DeRita en los cortos que hicieron ellos en solitario. También hizo roles en alrededor de 50 largometrajes de drama, western, ciencia ficción, misterio y, obviamente, comedia. Incursionó un poco en la televisión, y su repertorio incluye actuaciones en films con Lucille Ball, Milton Berle, Red Skeleton, Tony Curtis, Johnny Weismüller, Mickey Rooney, Jack Lemmon y otros grandes. A través de su carrera, también mantuvo un trabajo diario para sostener a sus siete hijos (Columbia le pagaba a los actores secundarios no más de 100 dólares por día).
En 1970 luego que Larry quedara marginado del grupo por una hemiplejia y posteriormente en 1975, Moe le pide a Emil que se incorpore al equipo en su reemplazo. Pero todo quedaría en fotos de publicidad, ya que semanas más tarde le comunicarían por teléfono que Moe había muerto.
Retirado a fines de los setenta, solo volvería a actuar por el placer de hacerlo. Su última aparición sería en Pulp Fiction (1994), donde un televisor emite el corto Brideless Groom y en el cual Sitka nos ofrece una de sus mejores actuaciones como juez de paz.
Por complicaciones debidas a un masivo ACV, el 16 de enero de 1998 muere en un hospital de California, a los 83 años de edad. Su tumba reza: Emil Sitka 1914-1998 "Hold Hands, You Lovebirds" (Dénse las manos, periquitos), citando las famosas palabras que él mismo dice en el corto mencionado líneas arriba.